# Glaciar Ramsey
El glaciar Ramsey es un glaciar antártico de 80 km de largo localizado en los montes Bush cerca de las inmediaciones de la meseta polar y al norte de la barrera de hielo de Ross.
Fue descubierta por el USAS durante un vuelo expedicionario entre los días 29 de marzo al 1 de abril de 1940.
Recibe su nombre por el Almirante DeWitt Clinton Ramsey, subjefe de las operaciones navales durante la Operación Highjump.